# التهاب الزائدة الأنفية (التهاب الغدانيات)

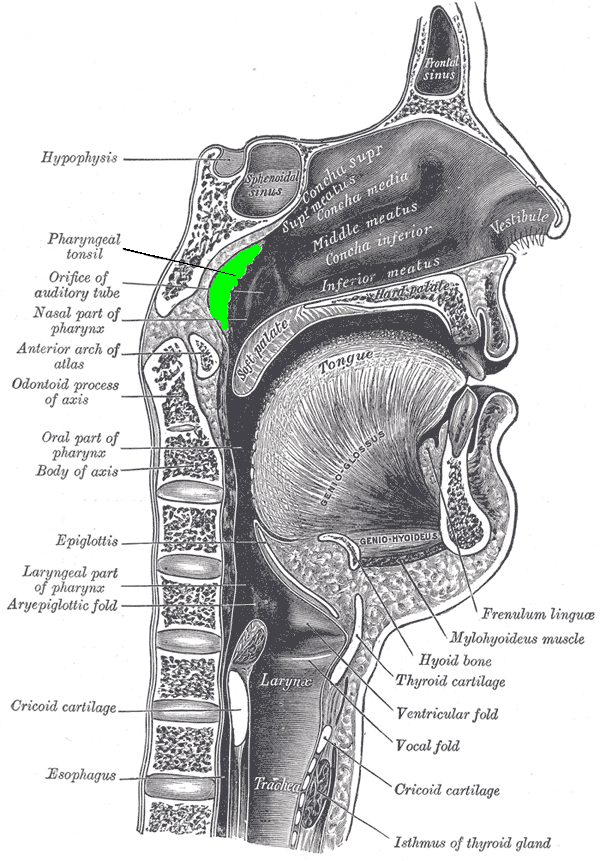
موقع الزائدة الانفية

التهاب الزائدة الأنفية (التهاب الغدانيات)هو التهاب نسيج الزائدة الأنفية (البلعومية)، غالباً بسبب عدوى. يتم علاج هذا الالتهاب باستخدام الأدوية (مضادات حيوية أو ستيرويدات) أو بالتدخل الجراحي.
الالتهاب قد يسبب أعراضاً شبيهة بأعراض الزكام، إلا أن الأعراض تستمر عادة لعشرة أيام أو أكثر، والتي غالباً ما يصاحبها خروج القيح أو الصديد من الأنف.
سبب العدوى فيروسي في أكثر الأحيان. إذا كان السبب بكتيرياً، يمكن أن تستخدم المضادات الحيوية للعلاج. قد يستخدم بخاخ الستيرويد الأنفي للتخفيف من الاحتقان في الأنف. حدوث الالتهاب بشكل متكرر فوق العادة قد يكون سبباً للتدخل الجراحي وإزالة الزائدة الأنفية (ادينوتوسيليكتومي).

## العلامات و الأعراض
التهاب الزائدة الأنفية الحاد يمتاز بحمّى، سيلان في الأنف وانغلاق في مجرى الأنف، مما يؤدي إلى التنفس عن طريق الفم في معظم الوقت، والشخير وانقطاع النوم وسيلان أنفي مصاحب لإفرازات مصلية في الحالات الفيروسية، و إفرازات مخاطية في الحالات البكتيرية. عادةً تتراجع الأعارض من تلقاء نفسها في الحالات الفيروسية بعد 48 ساعة، في حين تبقى الأعراض في الحالات البكتيرية إلى أسبوع. التهاب الزائدة الأنفية قد يصاحبه التهاب اللوزتين. الالتهاب المتكرر قد يؤدي إلى تضخم الزائدتين الأنفيتين.

### المضاعفات
مضاعفات التهاب الزائدة الأنفية تحدث في حال انتشار الالتهاب إلى الأعضاء المجاورة.

## السببيات
الفيروسات التي قد تسبب التهاب الزائدة الأنفية تتضمن الفيروسات الغدانية والفيروسات الأنفية والفيروسات المخاطية. السببيات البكتيرية تتضمن العقديات المقيحة و المكورات الرئوية والموراكسيلا النزلية، بالإضافة إلى أنواع مختلفة من المكورات العنقودية مثل المكورات العنقودية الذهبية.

## الفيزولوجيا المرضية
يعتقد أن البيوفيلم البكتيري (تكدّس معقّد للكائنات المجهريّة) يلعب دوراً أساسياً في إيواء العدوى المزمنة في اللوزتين والزائدة الأنفية وبالتالي المساهمة في التهاب الجيوب ومرض الأذن المزمن أو المتكرر. كما أن تضخم الزائدة الأنفية واللوزتين قد يؤدي إلى انسداد طرق التنفس عند الأطفال مسبباً انقطاع النفس خلال النوم.
البكتيريا المفصولة الأكثر شيوعاً هي المستديمة النزلية،مجموعة أ بيتا-الانحلالية العقدية، والمكورات العنقودية الذهبية، والموراكسيلا النزلية، والمكورات الرئوية. المستدمية النزلية والموراكسيلا النزلية والمكورات الرئوية هم الثلاثة الأكثر مقاومة بين العوامل الممرضة المسببة لالتهاب الأذن والتهاب الأنف والجيوب لدى الأطفال.

## التشخيص
التنظير الداخلي باستخدام الألياف البصرية تمكننا من التأكد من التشخيص في حالة الشك، بمشاهدة التهاب الزائدة الأنفية مباشرة.

## العلاج
في حالة الالتهاب الفيروسي عادةً ما يكون العلاج عن طريق المسكنات أو مضادات الحمى كافياً. أما الالتهاب البكتيري فقد يكون علاجه عن طريق المضادات الحيوية مثل الاموكسيسلين – حمض الكلافيولانيك أو سيفالوسبورين. قد يتم إزالة الزائدة الأنفية عند تضخمها.

## الوبائيات
غالباً ما يحدث التهاب الزائدة الأنفية في سن الطفولة، مصاحباً لالتهاب اللوزتين الحاد (وجيز). تقل فرص حدوثه مع التقدم في العمر وهو نادر الحدوث بعد عمر الـ 15 سنة نظراً للضمور الفسيولوجي لنسيج الزائدة الأنفية.

## وصلات خارجية
- What About Adenoiditis?